# Fernmeldeanlagengesetz
Das Gesetz über Fernmeldeanlagen (FAG) regelte in Deutschland bis 1997 das Recht, Fernmeldeanlagen zu betreiben.
Unter dem Titel „Gesetz über Fernmeldeanlagen“ wurde die ab dem 1. Januar 1928 geltende Fassung des „Gesetzes über das Telegraphenwesen des Deutschen Reichs“ neu bekanntgemacht (RGBl. I S. 8). Eine weitere Neubekanntmachung datiert auf den 17. März 1977 (BGBl. I S. 459, ber. 573). Das FAG wurde unter anderem durch das Gesetz zur Verhinderung des Missbrauchs von Sendeanlagen vom 27. Juni 1986 (BGBl. I S. 948) ergänzt.
Das Recht, Fernmeldeanlagen zu betreiben, stand ausschließlich dem Reich bzw. später dem Bund zu. Das FAG enthielt umfassende Bestimmungen zum Datenschutz. Sinngemäß besagte es: Wer Nachrichten empfängt, die nicht für ihn bestimmt sind, und den Inhalt der Nachricht oder die Tatsache des Empfanges einem Dritten mitteilt, macht sich strafbar. Danach waren auch Abhöranlagen, wie sie von den Westmächten in den Zeiten des Kalten Krieges betrieben wurden, strafbar.
Zum 1. Januar 1998 trat das FAG überwiegend (gemäß Art. 2 Abs. 35 G vom 17. Dezember 1997, BGBl. I S. 3108, 3118) und zum 1. Januar 2002 vollends außer Kraft. Nachfolgeregelungen sind vor allem im Telekommunikationsgesetz und im Begleitgesetz zum Telekommunikationsgesetz vom 17. Dezember 1997 (BGBl. I S. 3108) enthalten.